# 劳特拉
劳特拉是德国巴登-符腾堡州的一个市镇。总面积13.78平方公里，总人口574人，其中男性316人，女性258人（2011年12月31日），人口密度42人/平方公里。